# 霍罗多克市镇 (日托米尔州)
霍罗多克镇级市镇（烏克蘭語：Городоцька селищна громада）是乌克兰日托米爾州日托米爾區的一个市镇，行政中心为霍罗多克。市镇面积为37.1平方公里，人口数量为3,618人（2019年）。

## 聚居点
该市镇包括两个城镇（白克里尼察、霍罗多克）和1个村庄（奧西夫）。